# Lyra (kodek)
Lyra – stratny kodek dźwięku opracowany przez Google, przeznaczony do kompresji mowy przy bardzo niskich przepływnościach. W odróżnieniu od większości innych formatów audio kompresuje dane, wykorzystując algorytm oparty na uczeniu maszynowym.

## Cechy
Kodek Lyra jest przeznaczony do przesyłania mowy w czasie rzeczywistym, gdy przepustowość jest poważnie ograniczona, np. w przypadku wolnych lub zawodnych połączeń sieciowych.
Działa przy stałych przepływnościach bitowych 3,2 kbit/s, 6 kbit/s oraz 9 kbit/s i ma zapewniać lepszą jakość niż kodeki wykorzystujące tradycyjne algorytmy oparte na kształcie fali przy podobnych szybkościach transmisji.
Zamiast tego kompresję uzyskuje się za pomocą algorytmu uczenia maszynowego, który koduje dane wejściowe za pomocą ekstrakcji cech, a następnie rekonstruuje przybliżenie oryginału przy użyciu modelu generatywnego.
Model ten wytrenowano na tysiącach godzin nagrań mowy w ponad 70 językach, aby umożliwić jego współpracę z różnymi osobami mówiącymi. Ponieważ modele generatywne wymagają większej złożoności obliczeniowej niż tradycyjne kodeki, w celu uzyskania akceptowalnej wydajności stosuje się prosty model, który przetwarza różne zakresy częstotliwości równolegle.
Lyra nakłada 20 ms opóźnienia ze względu na rozmiar ramki. 
Referencyjna implementacja Google jest dostępna na systemy Android i Linux.

## Jakość
Początkowa wersja Lyry działała znacznie lepiej niż tradycyjne kodeki przy podobnych szybkościach transmisji.
Ian Buckley z MakeUseOf powiedział: „Udaje mu się tworzyć niemal niesamowite poziomy reprodukcji dźwięku przy szybkości transmisji bitów wynoszącej zaledwie 3 kbps.” Google twierdzi, że odtwarza naturalnie brzmiącą mowę, a Lyra przy 3 kbit/s pokonuje Opus 8 kbit/s.
Tsahi Levent-Levi pisze, że Satin, kodek Microsoftu oparty na sztucznej inteligencji, przewyższa go przy wyższych szybkościach transmisji bitów.